# Ultramaraton

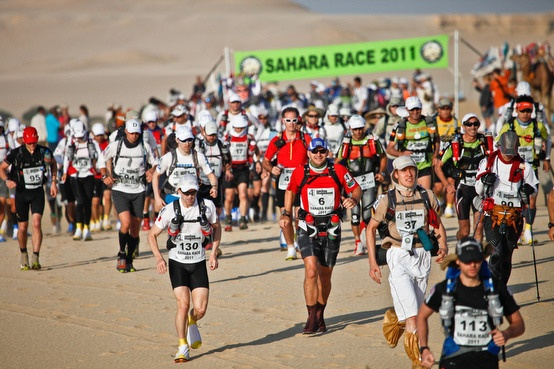
Ultramaratonský závod Sahara Race 2011, součást série ultramaratonů 4 Deserts

Ultramaraton je běžecký závod na vzdálenost delší než 42,195 km, tj. klasický maraton.
Obecně existují dva typy ultramaratonských závodů: na uběhnutí určité vzdálenosti nebo na určitý čas, v němž je třeba uběhnout co největší vzdálenost. Nejobvyklejší vzdálenosti činí 50 a 100 km (nebo 50 a 100 mil), dále dvoumaratony a více-maratony, závody na 6, 12, 24, nebo 48 hodin, ale i na 1000 km a další.

## V Česku
Nejvýznamnějším ultramaratonským závodem v Česku je Světový pohár v individuálním běhu na 48 hodin v hale, pořádaný každoročně v březnu na Brněnském výstavišti, který je doprovázený i šestihodinovkou jednotlivců a dvanáctihodinovkou jednotlivců a štafet.
V roce 2004 se konalo v Brně také mistrovství světa a mistrovství Evropy jednotlivců i národních týmů v běhu na 24 hodin.
Dále je v okolí Brna pravidelně organizován Moravský ultramaraton (MUM), který představuje 7 etap po 43 km v 7 dnech, a rovněž Transmoravský masochistický terénní běh na 80 - 100 mil (TMMTB), což je 130 - 160 km.
V Praze jsou organizovány ultramaratonské závody v parku Stromovka.
Od roku 2021 se každoročně koná festival K6 ultramaraton v Konstantinových Lázních se šesti závody na 12 hodin, 24 hodin, 48 hodin, 6 dní, 50 km a 100 km.

### Čeští ultramaratonci
Nejlepším českým ultramaratoncem je Daniel Orálek, který se mimo jiné zúčastnil extrémního závodu s názvem Badwater Ultramarathon, který měří 217 kilometrů s celkovým převýšením přes 4000 metrů a teplotou dosahující místy až 48 °C. Každý měsíc se na stránkách behej.com umísťuje na předních příčkách v naběhaných kilometrech.
Dalším českým vynikajícím ultramaratoncem je Radek Brunner (SK Babice). Ten se dokázal vypořádat i se svou vzácnou nemocí a v posledních letech podává vynikající výkony. V roce 2014 porazil Daniela Orálka a stal se mistrem ČR na 100 kilometrové trati. Své vítězství zopakoval i v letech 2015 a 2016. V letech 2014 a 2015 se stal také mistrem ČR v běhu na 24 hodin s osobním rekordem 241 km. V roce 2017 dosáhl 2. místem historicky nejlepšího úspěchu českého ultramaratonce na závodě Spartathlon. Časem 22 hodin 49 minut a 37 sekund se zároveň zařadil na 8. místo historických tabulek mezi legendy tohoto závodu. V roce 2016 obsadil na stejném závodě 3. místo.
Mezi ženami se na trati Spartathlonu při svém prvním startu v roce 2018 prosadila na druhé místo Kateřina Kašparová z Kladna.
Nejmladším ultramaratoncem v Česku se neoficiálně stal roku 2010 tehdy čtrnáctiletý René Uhrin ze Sobotína nedaleko Šumperku, kdy se inspirován Johnny 'Sticky' Buddenem vydal na trasu dlouhou 100 kilometrů, kterou uběhl za 24 hodin a 20 minut. Agentura Dobrý den mu potvrdila, že o podobný kousek se nikdo v jeho letech nepokoušel a není v databázi rekordů, avšak pro velkou finanční sumu, která by musela být pro uznání rekordu zaplacena (přítomnost komisařů atd.) nebyl jeho výkon do databáze zapsán, stal se tak neoficiálně nejmladším běžcem v Česku na tuto vzdálenost. Podle pozdějších informací René připravuje běh na 100 mil, kdy se rozhodl tímto během symbolicky podpořit centrum Pavučinka v Šumperku a MAS Šumperk.

## V zahraničí

### Evropa
V Řecku se běhá trasa 246 km pod názvem Spartathlon z Athén do Sparty.

### Amerika
V USA se pořádají nejdelší "běžné" ultramaratony na 100 mil (cca 160 km), kde ve výsledkových listinách figuruje jediná Češka Eva Pašťalková.
Nejdelší oficiální ultramaraton je od roku 1996 závod Self-Transcendence 3100 Mile Race, kde účastníci uběhnou průměrně téměř 3 100 mil (5 000 km) po 52 dnů v řadě po 18 hodinách denně. Zatím ho dokončilo 37 lidí.

### Afrika
V Maroku je známý Marathon des Sables (Maraton písků), také zvaný Saharský maraton. Trvá šest dní a měří 251 km.
Nejstarším ultramaratonem má být Comrades v Jihoafrické republice. 90 km z Durbanu do Pietermaritzburgu se běhá od roku 1921 na paměť padlých kamarádů z WW-I.

### Asie
V květnu 2021 zahynulo 21 běžců při běhu na 100 km u čínského města Paj-jin. Lehce oblečení běžci byli ve vysoké nadmořské výšce vystaveni krupobití, mrznoucímu dešti a vichřici, které provázel prudký pokles teploty až na 6 stupňů Celsia.

## Rekordy
V roce 2018 překonal japonský běžec Nao Kazami dosavadní světový rekord v běhu na 100 kilometrů (6:13:33 hod.) časem 6:09:14 hod. Běžel tak průměrnou rychlostí 4,51 m/s (16,25 km/h), každý kilometr zvládl průměrně za 3:41,5 minuty a pomyslné dva maratony (nepočítaje zbývajících 15,6 km) každý za 2:35:48 hodiny.
V březnu roku 2022 byl zaběhnut nový světový rekord na 50 km (2:40:13 hod.) postaral se o to závodník z Jihoafrické republiky Stephen Mokoka.